# Ангер (Берхтесгаден)
Ангер (нем. Anger)— община  в Германии, в Республике Бавария.
Подчиняется административному округу Верхняя Бавария. Входит в состав района Берхтесгаденер-Ланд. Население составляет 4302 человека (на 31 декабря 2010 года). Занимает площадь 45,91 км². Региональный шифр — 09 1 72 112. Местные регистрационные номера транспортных средств (коды автомобильных номеров) (нем. Kraftfahrzeugkennzeichen) — BGL.

## Население
По оценке на 31 декабря 2015 года население общины составляет 4398 человек.
| Дата      | 1840 | 1871 | 1900 | 1925 | 1939 | 1950 | 1961 | 1970 | 1987 | 2011 |
| --------- | ---- | ---- | ---- | ---- | ---- | ---- | ---- | ---- | ---- | ---- |
| Население | 1711 | 1750 | 1952 | 2028 | 2206 | 3122 | 2800 | 3171 | 3739 | 4299 |

| Год       | 1960 | 1970 | 1980 | 1990 | 2000 | 2009 | 2010 | 2011 | 2012 | 2013 | 2014 | 2015 |
| --------- | ---- | ---- | ---- | ---- | ---- | ---- | ---- | ---- | ---- | ---- | ---- | ---- |
| Население | 2771 | 3199 | 3474 | 3973 | 4269 | 4264 | 4302 | 4324 | 4357 | 4394 | 4444 | 4398 |

## Фотогалерея

Рыночная площадь
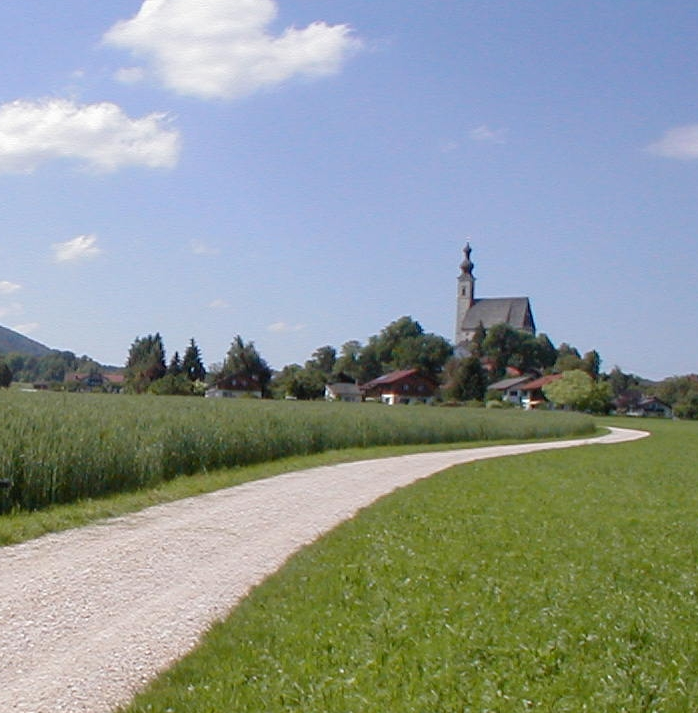
Церковь